# أبو الصلاح الحلبي
الشيخ أبو الصلاح تقي الدين بن نجم الحلبي (374 هـ - 447 هـ). هو رجل دين وفقيه ومُتكلّم شيعي حلبي. أجمع علماء الشيعة ورجالييهم على وثاقته؛ ومنهم الحر العاملي،(1)

## اسمه وألقابه
في تحديد اسمه قولان:
- تقي
- تقي الدين:

أما في تحديد اسم أبيه فقولان كذلك:
- نجم:
- نجم الدين:

وجده كذلك في تحديد اسمه قولان:
- عبد الله:
- عبيد الله:

## مؤلفاته
| - البداية في الفقه. نسبه إليه ابن شهر آشوب في معالم العلماء، والتستري ، وعباس القمي، ومحسن الأمين، والطهراني. - البرهان على ثبوت الإيمان. كتابٌ في علم الكلام؛ مرتب على فصول، أولها في التوحيد وآخرها في المعاد، ويقرب من ست مائة بيت. وأدرجه بتمامه الديلمي في كتابه أعلام الدين، ونسبه إلى الحلبي: عباس القمي في الكنى والألقاب، والطهراني في الذريعة. - تدبير الصحة. ذُكر أنه صنفه لصاحبه نصر بن صالح الذي ولي الحكومة سنة 426 هـ، وقتل في سنة 429 هـ. نسبه إليه الذهبي في السير وكذا نقل عنه محسن الأمين. - تقريب المعارف. كتابٌ في علم الكلام، ذكره الطهراني في الذريعة، والحر العاملي في أمل الآمل. - التلخيص في الفروع. ذكره الحلبي نفسه في كتبه. - التهذيب. نسبه إليه الذهبي في سير أعلام النبلاء، وعنه محسن الأمين في أعيان الشيعة. - دفع شبه الملاحدة. نسبه إليه الذهبي كما في الأعيان، ونسبه للحلبي أيضاً الأمين والتستري - شرح الذخيرة. شرحٌ على كتاب الذخيرة لأستاذه المرتضى في الكلام. نسبه إليه ابن شهر آشوب والتستري والنوري والأمين وعباس القمي والطهراني. - العمدة في الفقه. ويعبر عنه أيضا: بالعمدة في الفروع، ذكره الحلبي في كتبه. ونسبه إليه التستري أيضاً. | - الكافية. ويعبر عنها بعناوين المسألة الكافية والرسالة الكافية. ذكره الحلبي في كتبه ونسبه إليه التستري والأمين. - الكافي. ذكره الحلبي وعبر عنه بالكافي في التكليف، وبقية العلماء عبروا عنه بالكافي أو الكافي في الفقه أو الكافي في أصول الدين وفروعه. ونسبه إليه ابن شهرآشوب وابن إدريس ومنتجب الدين والذهبي والتستري وعباس القمي والخوانساري والنوري والأمين والطهراني. وكتاب الكافي فيه بيان التكليف السمعي الشرعي، وهو على ثلاثة أضرب: عبادات، ومحرمات، وأحكام. والعبادات على ضربين: فرض، ومسنون. وكتاب الكافي يشتمل على بيان أصول الدين وفروعه. قال الخوانساري: وقد رأيت كتاب الكافي في الفقه على ترتيب أبوابه، وهو كتاب حسن معروف بين أصحابنا معول عليه عندهم، يقرب من ( 120 ) ألف بيت. وقال ابن إدريس: وهو كتاب حسن فيه تحقيق مواضع. وقال منتجب الدين: أخبرنا به غير واحد من الثقات عن المفيد عبد الرحمن بن أحمد النيسابوري الخزاعي عنه. وقال التستري: ويتبعه في كافيه غالبا أبو المجد الحلبي في كتابه إشارة السبق، وابن زهرة الحلبي في كتابه الغنية. وقال الأستادي: وفي بعض المواضع تتحد عبارة صفحة أو أقل منها أو أكثر من السرائر مع عبائر الكافي. وطبع الكافي هذا في قم. - المرشد في طريق التعبد. نسبه إليه الذهبي في تاريخه. |

## الهوامش
- 1 - ذكره الحر العاملي في كتابه أمل الآمل قائلاً عنه: ”كان ثقة عالماً فاضلاً فقيهاً محدثاً“.[13]

### وصلات خارجية
- ترجمة أبي صلاح الحلبي.

### كتب
- أعيان الشيعة. محسن الأمين، طبع بيروت - لبنان، تاريخ الطبع مفقود، منشورات دار التعارف.
- لؤلؤة البحرين في الإجازة لقرتي العينين. يوسف البحراني، طبع البحرين، 2008 - 1429 هـ، منشورات مكتبة فخراوي.
- أمل الآمل في تراجم علماء جبل عامل. محمد بن الحسن الحر العاملي، طبع النجف - العراق، 1385 هـ، منشورات مطبعة الآداب.
- تكملة أمل الآمل. حسن الصدر، طبع قم - إيران، 1406 هـ، منشورات مكتبة آية الله المرعشي النجفي.
- الأعلام. خير الدين الزركلي، طبع بيروت - لبنان، 1980، منشورات دار العلم للملايين.
- سير أعلام النبلاء. محمد بن أحمد بن عثمان الذهبي، طبع بيروت - لبنان، عام 2001 م، منشورات مؤسسة الرسالة.
- الذريعة إلى تصانيف الشيعة. آغا بزرگ الطهراني، طبع بيروت - لبنان، تاريخ الطبع مفقود، منشورات دار الأضواء.

### إشارات مرجعية
1. 1 2  سير أعلام النبلاء 4 / 77.
2. ↑  أعيان الشيعة 3 / 634.
3. 1 2  لسان الميزان 2 / 71.
4. 1 2  Center for the Great Islamic Encyclopedia، Encyclopaedia Islamica (بالإنجليزية والفارسية)، QID:Q4115217
5. ↑  
المازندراني، ابن شهرآشوب. معالم العلماء. ص. 65. مؤرشف من الأصل في 2019-12-08.
6. ↑  المقابس: 8
7. 1 2  
القمي، عباس. الكنى والألقاب - ج1. ص. 100. مؤرشف من الأصل في 2019-12-08.
8. 1 2 3  
الأمين، محسن. أعيان الشيعة - ج3. ص. 635. مؤرشف من الأصل في 2019-12-08.
9. ↑  
الطهراني، آغا بزرگ. الذريعة إلى تصانيف الشيعة - ج3. ص. 57. مؤرشف من الأصل في 2019-12-16.
10. ↑  
الطهراني، آغا بزرگ. الذريعة إلى تصانيف الشيعة - ج26. ص. 96. مؤرشف من الأصل في 2020-01-09.
11. ↑  سير أعلام النبلاء4 / 78
12. ↑  
الطهراني، آغا بزرگ. الذريعة إلى تصانيف الشيعة - ج4. ص. 366. مؤرشف من الأصل في 2020-01-09.
13. 1 2  
العاملي، الحر. أمل الآمل في تراجم علماء جبل عامل - ج2. ص. 46. مؤرشف من الأصل في 2019-12-08.
14. ↑  تقريب المعارف ص 121 و459 و461، والبرهان: 54، والكافي في الفقه: 466 و510.
15. ↑  الأعيان 3 / 635<ref>وفي سير أعلام النبلاء عن تاريخ الذهبي: شبه الملاحدة. سير أعلام النبلاء 4 / 78 <ref>
  - الشافية. ويعبر عنها بالمسألة الشافية والرسالة الشافية. ذكره الحلبي نفسه في كتبه.<ref>الكافي: 510، تقريب المعارف ص 181 و445
16. ↑  الأعيان 3 / 635، والمقابس: 8.
17. ↑  معالم العلماء لابن شهر آشوب: 29، والمقابس للتستري: 8، وخاتمة مستدرك الوسائل للنوري: 480، وأعيان الشيعة للأمين 3 / 635، والكنى والألقاب لعباس القمي 1 / 100، والطبقات للطهراني: 39 والذريعة للطهراني 13 / 277.
18. ↑  تقريب المعارف: ص 121 و445 و461 والكافي: 510 والبرهان: 54.<ref>ونسبه إليه الذهبي في تاريخه، <ref>أعيان الشيعة 3 / 635 وسير أعلام النبلاء 4 / 78
19. ↑  المقابس: 8.
20. ↑  كتاب الكافي: 510، وتقريب المعارف، ص 181 و445.
21. ↑  المقابس: 8، والأعيان 3 / 635.
22. ↑  البرهان: 54 المعالم: 29، والسرائر: 267، وفهرست منتجب الدين: 10، وسير أعلام النبلاء 4 / 78، والمقابس: 8، والكنى والألقاب 1 / 100، وروضات الجنات 2 / 113، وخاتمة مستدرك الوسائل: 480، وأعيان الشيعة 3 / 635، والذريعة 17 / 247.
23. ↑  الروضات 2 / 113.
24. ↑  السرائر: 267.
25. ↑  فهرست منتجب الدين: باب التاء.
26. ↑  القاموس 2 / 415
27. ↑  مقدمة التقريب صفحة 22
28. ↑  سير أعلام النبلاء 4 / 78 وأعيان الشيعة 3 / 635.